# هينك تين كاتي
هينك تين كاتي (بالهولندية: Henk ten Cate) (مواليد 9 ديسمبر 1954)، هو لاعب كرة قدم كان يلعب كمهاجم.

## وصلات خارجية
- هينك تين كاتي على موقع قاعدة بيانات كرة القدم.إي يو (الإنجليزية)
- هينك تين كاتي على موقع عالم كرة القدم.نت (الإنجليزية)